# Стражгород
Стра́жгород — село в Україні, у Теплицькій селищній громаді Гайсинського району Вінницької області. Розташоване за 3 км на південь від районного центру, 12 км від залізничної станції Розкошівка, та 10 км від залізничної станції Кубліч. Через село протікає річка Синичка, яка впадає в річку Тепличку. Населення становить 776 осіб.
Географічні координати: Північна широта:
48° 41'
Східна довгота:
29° 46'
Висота над рівнем моря:
215 м

## Історія
Вперше про Стражгород під назвою слобода Strasgrud згадується у 1650 році на одній із перших карт України, створеній знаменитим французьким інженером Ґ. Бопланом.
Пізніше, у Присяжних списках 1654 р., складених після Переяславської ради 1654 р. у зв'язку з приведенням населення козацьких полків до присяги московському цареві, згадується містечко Стражгородок (пол. Strażhorodek).
Адміністративно-територіальна підпорядкованість села змінювалась досить часто. В різні часи Стражгород належав до Теплицького ключа, Гайсинського та Ольгопольського уїзду, Надбузького та Брацлавського повіту.
Назва Стражгород, за переказами, походить від того, що під час козаччини у селі, за 40 км від міста Умань, знаходився сторожовий пункт.
На початку XIX століття населення становило понад одну тисячу осіб.
У 1848 р. церкву розширили й вона мала форму хреста. Храм був споруджений без жодного цвяха. Прослужила людям майже 300 років. В ній ще козаки Уманського полку, перед військовими походами проти гнобителів, освячували зброю. Після освячення у 1903 р. нового храму, стара церква постояла закритою ще п'ять років і її розібрали, причому не виявили жодної трухлявої дилини.
В жовтні 1903 року в селі відбувся антицерковний виступ селян, під час якого вони забрали церковний будинок, розподілили між собою землю, а священика вигнали з села. Тоді ж в 1903 році жителі села своїми силами почали будувати церкву.
12 червня 2020 року, відповідно розпорядження Кабінету Міністрів України № 707-р «Про визначення адміністративних центрів та затвердження територій територіальних громад Вінницької області», село увійшло до складу Теплицької селищної громади.
19 липня 2020 року, в результаті адміністративно-територіальної реформи і ліквідації Теплицького району, село увійшло до складу Гайсинського району.